# Galearia
Galearia là một chi thực vật có hoa trong họ Pandaceae.

## Loài
Chi Galearia gồm các loài: